# Opération Viking Hammer
L’opération Viking Hammer (littéralement « Marteau Viking ») est menée du 28 mars au 30 mars 2003 par l'armée américaine pendant l'invasion de l'Irak afin d'éliminer le groupe djihadiste Ansar al-Islam présent au Kurdistan irakien.

## Contexte
Ansar al-Islam est une organisation terroriste islamiste présente au Kurdistan irakien depuis 2001. Elle est composée à la fois de Kurdes et de vétérans arabes ayant participé à la guerre en Afghanistan. Entre 2001 et 2003, le groupe, implanté notamment à Halabja, lutte contre les forces kurdes dans le nord de l'Irak. Selon la CIA, Ansar al-Islam aurait produit des armes chimiques ainsi que de la ricine dans une usine du village de Sargat. Par ailleurs, deux autres organisations islamistes kurdes se seraient alignées à Ansar al-Islam.
Du fait que la Turquie ait refusé à la 4e division d'infanterie américaine le libre-passage de son territoire, des Special Forces et la 173e brigade aéroportée sont parachutés au-dessus du Kurdistan irakien. Les Peshmerga de l'Union patriotique du Kurdistan viennent se joindre aux rangs américains.

## Déroulement de l'opération
Les combattants d'Ansar al-Islam tiennent une série de positions dans les montagnes, rendues vulnérables aux frappes aériennes. Dès le 21 mars, des missiles de croisière américains sont lancés contre des cibles islamistes. Les Américains prévoyaient initialement de lancer un assaut au sol directement après les frappes aériennes. Le feu vert est donné à Viking Hammer le 28 mars. Le plan prévoit 4 axes de progression des Peshmerga accompagnés par les Special Forces.
À la veille de la bataille, le Groupe islamique du Kurdistan, allié à Ansar al-Islam, se rend après que 100 de ses combattants ont été tués dans les frappes du 21 mars.
Le 28 mars au matin, les combattants islamistes sont délogés par les frappes aériennes et l'offensive kurdo-américaine. La plupart des islamistes se replient vers Sargat. Toutefois, la progression des Américains sur Sargat est entravée dues aux tirs de mitrailleuses et de mortiers. En raison du terrain montagneux, les soldats américains ne peuvent contacter l'US Air Force, les signaux radio étant bloqués. Les mitrailleurs américains avec leur Browning M2 et les tireurs d'élite font alors feu avec leur Barrett M82 pour éliminer les mitrailleurs adverses tandis que les Peshmerga pilonnent les positions islamistes.
Le lendemain, les forces américaines poursuivent les islamistes vers la frontière entre l'Irak et l'Iran. Nombre d'entre eux tentent de gagner l'Iran mais sont arrêtés par les Iraniens et renvoyés de l'autre côté de la frontière où ils seront capturés par les Peshmerga.

## Conséquences
Viking Hammer a permis d'éliminer la présence d'Ansar al-Islam au Kurdistan irakien et a permis aux Peshmerga de se joindre aux combats contre l'armée irakienne.
Les services de renseignement américains ont retrouvé par la suite des traces de ricine à Sargat, du chlorure de potassium, des combinaisons NBC, de l'atropine, des antidotes contre les gaz innervants et des manuels sur la production d'armes chimiques.
3 membres des Special Forces ont été décorés de la Silver Star pour leur bravoure à Sargat.